# Masato Sasaki (Fußballspieler, 2002)
Masato Sasaki (japanisch 佐々木 雅士 Sasaki Masato; * 1. Mai 2002 in der Präfektur Chiba) ist ein japanischer Fußballspieler.

## Karriere
Masato Sasaki erlernte das Fußballspielen in den Jugendmannschaften vom Tokiwadaira Shonen SC und Kashiwa Reysol. Bei Kashiwa unterschrieb er am 1. Februar 2021 auch seinen ersten Profivertrag. Der Verein aus Kashiwa, einer Stadt in der Präfektur Chiba, spielte in der ersten japanischen Liga. Sein Erstligadebüt gab Masato Sasaki am 19. Juni 2021 (18. Spieltag) im Auswärtsspiel gegen Sanfrecce Hiroshima. Hier stand er in der Startelf und stand die kompletten 90 Minuten zwischen den Pfosten. Nach 30 Ligaspielen wechselte er im Februar 2025 auf Leihbasis zum Erstligaaufsteiger Fagiano Okayama.